# Clubiona komissarovi
Clubiona komissarovi là một loài nhện trong họ Clubionidae.
Loài này thuộc chi Clubiona. Clubiona komissarovi được miêu tả năm 1992 bởi Mikhailov.